# Kostel Panny Marie (Zdoňov)
Kostel Panny Marie je bývalý poutní kostel stojící na vrchu Kopeček (kóta 587 m n. m.) v jižní části obce Zdoňov, nedaleko Křížového vrchu.

## Historie kostela
Původně na místě dnešního kostela stávala pouze dřevěná kaple, která byla v roce 1667 nahrazena právě tímto jednolodním barokním poutním kostelem. Po josefínských církevních reformách byl kostel v roce 1786 uzavřen a císařským dekretem oficiálně zbaven své funkce. Několik let po tomto aktu byly prostory kostela využívány jako sýpka. Kvůli odlivu poutníků nebyly na budově kostela prováděny žádné opravy, což způsobilo jeho rychlé chátrání. V roce 1870 bylo rozhodnuto, že z bezpečnostních důvodu bude z kostela sejmuta značně poškozená střecha a veškerý jeho dochovalý inventář bude rozprodán v dražbě.

## Galerie

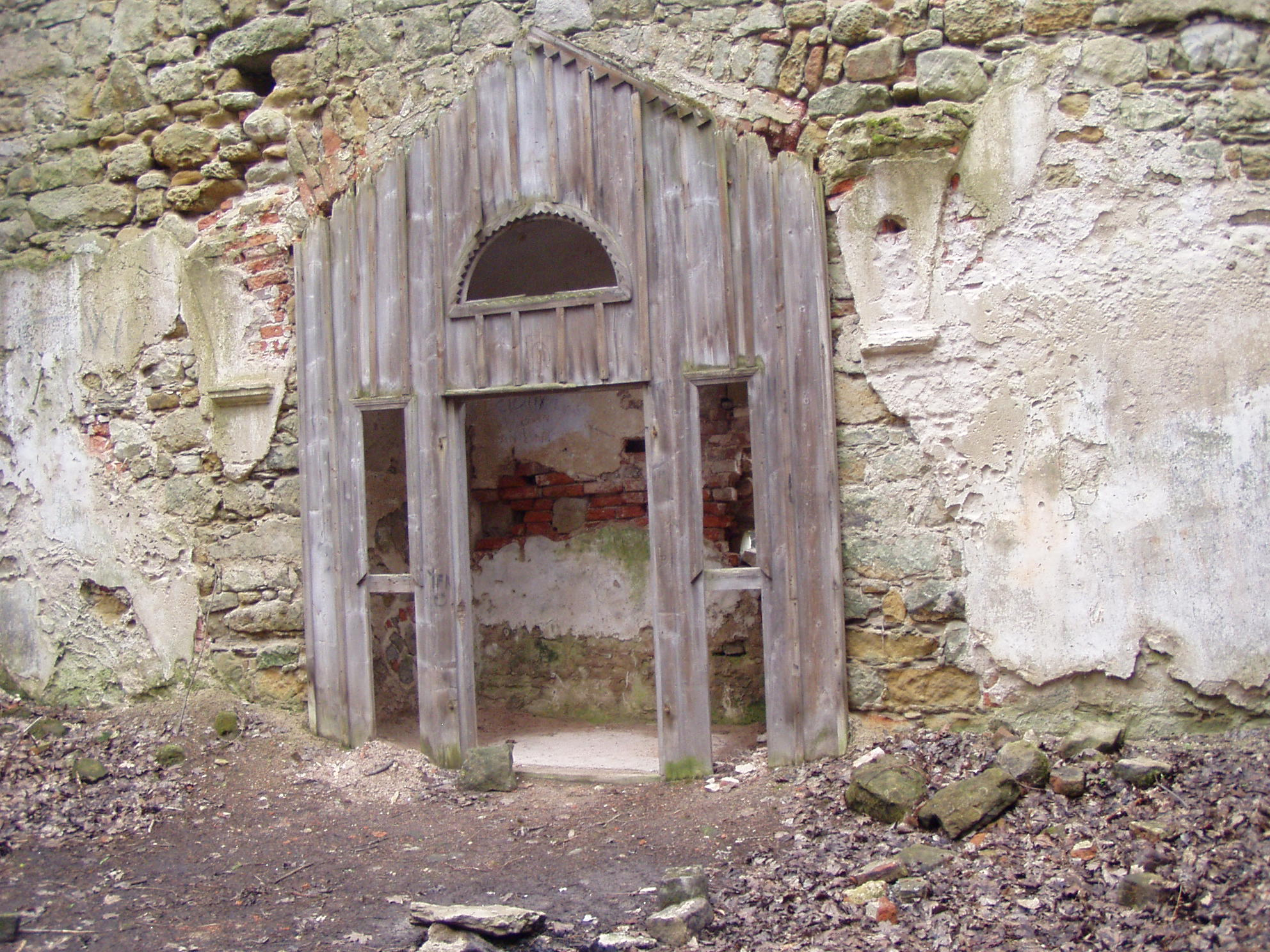
Zazděný bývalý vstup
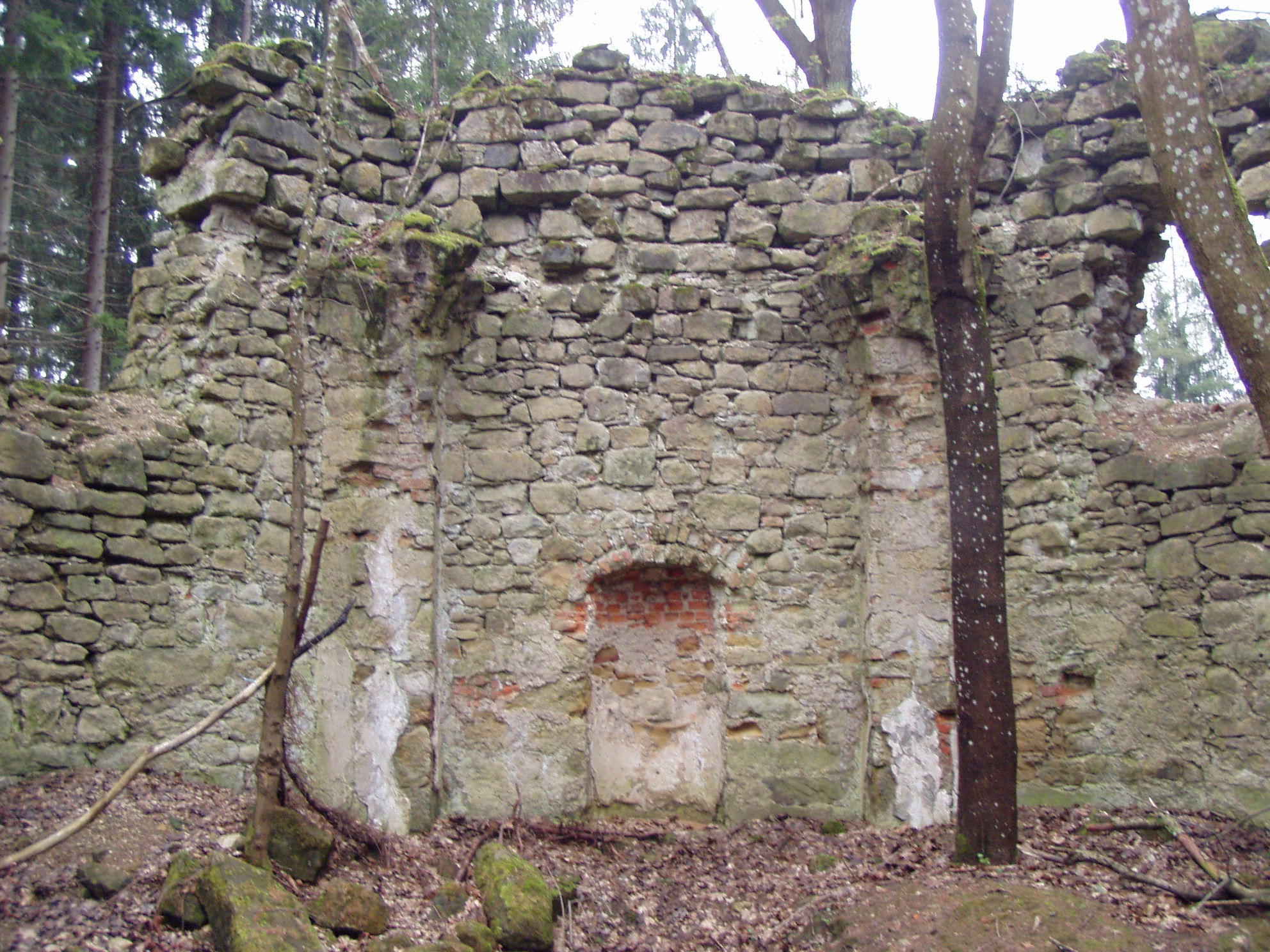
Původně oltář
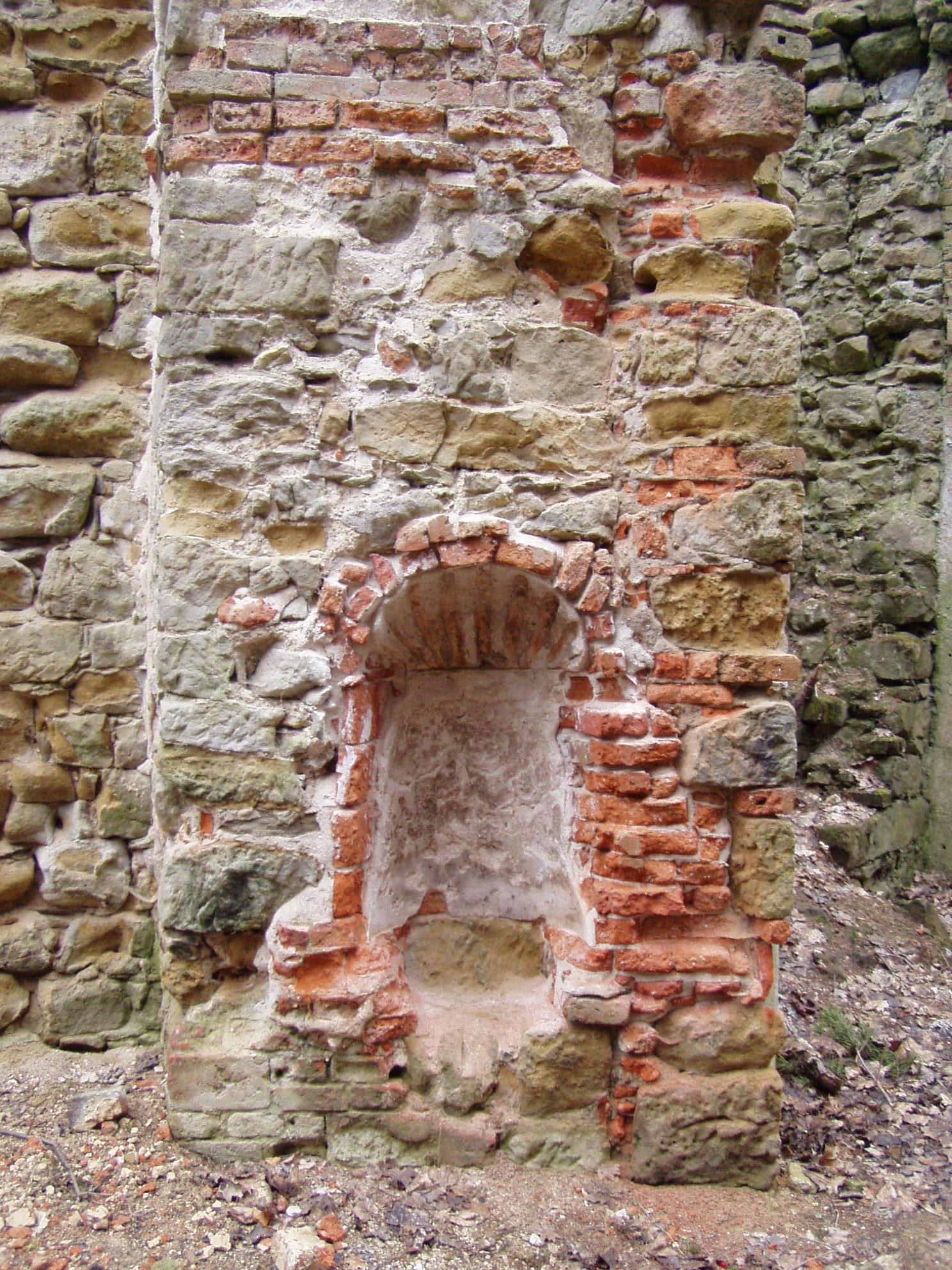
Výklenek